# Liste der Gemeinden im Main-Tauber-Kreis

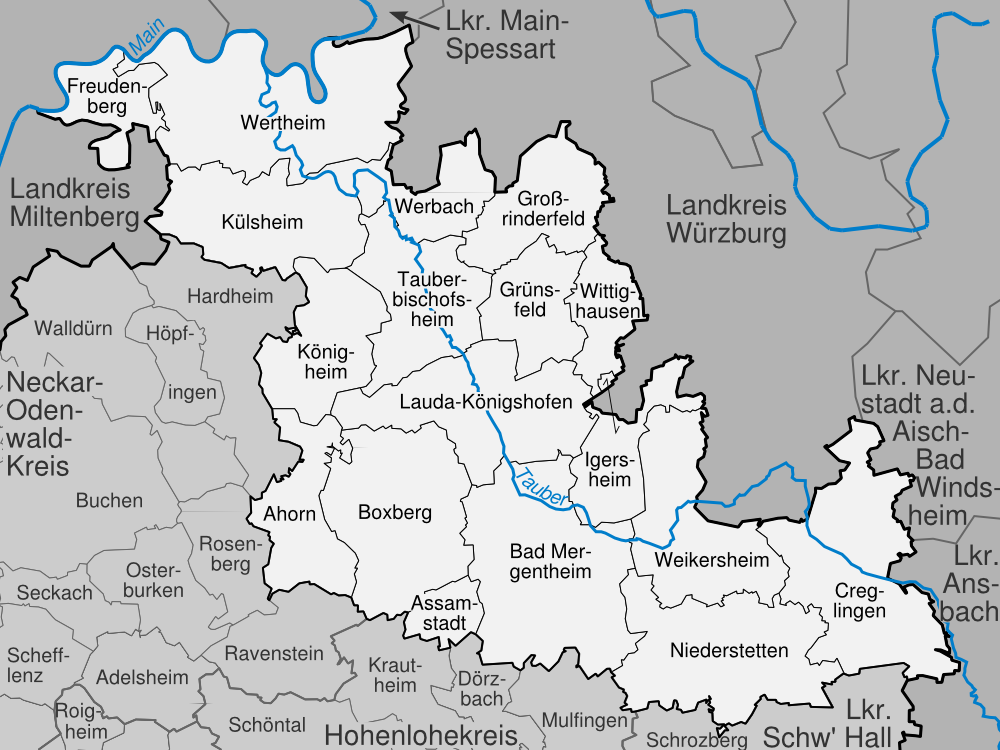
Die Städte und Gemeinden im Main-Tauber-Kreis

Die Liste der Gemeinden im Main-Tauber-Kreis gibt einen Überblick über die untersten Verwaltungseinheiten des Main-Tauber-Kreises im fränkisch geprägten Nordosten von Baden-Württemberg.
Seit dem Abschluss der baden-württembergischen Kreisreform von 1973 umfasst der Main-Tauber-Kreis 18 Gemeinden, darunter 11 Städte (Bad Mergentheim, Boxberg, Creglingen, Freudenberg, Grünsfeld, Külsheim, Lauda-Königshofen, Niederstetten, Tauberbischofsheim, Weikersheim und Wertheim) und 7 sonstige Gemeinden (Ahorn, Assamstadt, Großrinderfeld, Igersheim, Königheim, Werbach und Wittighausen).
Tauberbischofsheim ist die Kreisstadt, daneben gibt es mit Bad Mergentheim und Wertheim zwei Große Kreisstädte. Zwischen einzelnen Kommunen gibt es vier vereinbarten Verwaltungsgemeinschaften mit Sitz in Bad Mergentheim, Boxberg, Grünsfeld und Tauberbischofsheim.
Gemessen an der Einwohnerzahl ist Bad Mergentheim die größte Gemeinde und Wittighausen die kleinste. Gemessen an der Gemarkungsfläche ist Wertheim die größte Gemeinde und Assamstadt die kleinste. Die Gemeinde mit der größten Einwohnerdichte ist Tauberbischofsheim mit 194 Einwohnern je km², die mit der geringsten ist Creglingen mit 40 Einwohnern je km².
Die Liste der Orte im Main-Tauber-Kreis enthält die fast 400 bestehenden Orte (Städte, Dörfer (häufig ehemalige Gemeinden), Weiler, Höfe und Wohnplätze) des Main-Tauber-Kreises im geographischen Sinne. In der Liste der Wüstungen im Main-Tauber-Kreis werden die aufgegebenen Siedlungen aufgeführt.

## Gemeinden
| Gemeinden                              | Gemeindeteile | VVG           | Wappen | Fläche km² | Einwohner 31. Dezember 2023 | EW-Dichte EW je km² | Höhe über NN | Gemarkung | Lagekarte |
| -------------------------------------- | --- | ------------- | ------ | ---------- | --------------------------- | ------------------- | ------------ | --------- | --------- |
| Ahorn (Gemeinde) (ⓘ)                   | Ortsteile: Berolzheim, Buch am Ahorn, Eubigheim, Hohenstadt und Schillingstadt. (Bilder) | VVG Boxberg   |        | 53,96      | 2.216                       | 41                  | 360          |           |           |
| Assamstadt (Gemeinde) (ⓘ)              | Ortsteil: Wohn- und Industriegemeinde Assamstadt. (Bilder) | VVG Bad Mgh.  |        | 17,20      | 2.217                       | 129                 | 340          |           |           |
| Bad Mergentheim (Große Kreisstadt) (ⓘ) | Stadtteile: Althausen, Apfelbach, Bad Mergentheim, Dainbach, Edelfingen, Hachtel, Herbsthausen, Löffelstelzen, Markelsheim, Neunkirchen, Rengershausen, Rot, Stuppach und Wachbach. (Bilder)               | VVG Bad Mgh.  |        | 129,97     | 24,182                      | 186                 | 206          |           |           |
| Boxberg (Stadt) (ⓘ)                    | Stadtteile: Angeltürn, Bobstadt, Boxberg, Epplingen, Kupprichhausen, Lengenrieden, Oberschüpf, Schwabhausen, Schweigern, Uiffingen, Unterschüpf, Windischbuch und Wölchingen. (Bilder)                     | VVG Boxberg   |        | 101,81     | 6.663                       | 65                  | 269          |           |           |
| Creglingen (Stadt) (ⓘ)                 | Stadtteile: Archshofen, Blumweiler, Craintal, Creglingen, Finsterlohr, Frauental, Freudenbach, Münster, Niederrimbach, Oberrimbach, Reinsbronn, Schmerbach und Waldmannshofen. (Bilder)                    |               |        | 117,22     | 4.465                       | 38                  | 278          |           |           |
| Freudenberg (Stadt) (ⓘ)                | Stadtteile: Boxtal, Ebenheid, Freudenberg, Rauenberg und Wessental. (Bilder) |               |        | 34,78      | 3.654                       | 105                 | 133          |           |           |
| Großrinderfeld (Gemeinde) (ⓘ)          | Ortsteile: Gerchsheim, Großrinderfeld, Ilmspan und Schönfeld. (Bilder) | VVG TBB       |        | 56,28      | 4.073                       | 72                  | 311          |           |           |
| Grünsfeld (Stadt) (ⓘ)                  | Stadtteile: Grünsfeld, Grünsfeldhausen, Krensheim, Kützbrunn, Paimar und Zimmern. (Bilder) | VVG Grünsfeld |        | 44,72      | 3.657                       | 82                  | 210          |           |           |
| Igersheim (Gemeinde) (ⓘ)               | Ortsteile: Bernsfelden, Harthausen, Igersheim, Neuses und Simmringen. (Bilder) | VVG Bad Mgh.  |        | 42,84      | 5.466                       | 128                 | 212          |           |           |
| Königheim (Gemeinde) (ⓘ)               | Ortsteile: Brehmen, Gissigheim, Königheim und Pülfringen. (Bilder) | VVG TBB       |        | 61,23      | 3.010                       | 49                  | 223          |           |           |
| Külsheim (Stadt) (ⓘ)                   | Stadtteile: Eiersheim, Hundheim, Külsheim, Steinbach, Steinfurt und Uissigheim. (Bilder) |               |        | 81,46      | 5.360                       | 66                  | 327          |           |           |
| Lauda-Königshofen (Stadt) (ⓘ)          | Stadtteile: Beckstein, Deubach, Gerlachsheim, Heckfeld, Königshofen, Lauda, Marbach, Messelhausen, Oberbalbach, Oberlauda, Sachsenflur und Unterbalbach. (Bilder)                                          |               |        | 94,47      | 14,313                      | 152                 | 198          |           |           |
| Niederstetten (Stadt) (ⓘ)              | Stadtteile: Adolzhausen, Herrenzimmern, Niederstetten, Oberstetten, Pfitzingen, Rinderfeld, Rüsselhausen, Vorbachzimmern, Wermutshausen und Wildentierbach. (Bilder)                                       |               |        | 104,06     | 4.857                       | 47                  | 306          |           |           |
| Tauberbischofsheim (Kreisstadt) (ⓘ)    | Stadtteile: Dienstadt, Distelhausen, Dittigheim, Dittwar, Hochhausen, Impfingen und Tauberbischofsheim. (Bilder)                                                                                           | VVG TBB       |        | 69,31      | 13,463                      | 194                 | 183          |           |           |
| Weikersheim (Stadt) (ⓘ)                | Stadtteile: Elpersheim, Haagen, Honsbronn, Laudenbach, Nassau, Neubronn, Queckbronn, Schäftersheim und Weikersheim. (Bilder)                                                                               |               |        | 80,94      | 7.847                       | 97                  | 230          |           |           |
| Werbach (Gemeinde) (ⓘ)                 | Ortsteile: Brunntal, Gamburg, Niklashausen, Wenkheim, Werbach und Werbachhausen. (Bilder) | VVG TBB       |        | 43,18      | 3.197                       | 74                  | 187          |           |           |
| Wertheim (Große Kreisstadt) (ⓘ)        | Stadtteile: Bettingen, Dertingen, Dietenhan, Dörlesberg, Grünenwört, Höhefeld, Kembach, Lindelbach, Mondfeld, Nassig, Reicholzheim, Sachsenhausen, Sonderriet, Urphar, Waldenhausen und Wertheim. (Bilder) |               |        | 138,63     | 23,076                      | 166                 | 145          |           |           |
| Wittighausen (Gemeinde) (ⓘ)            | Ortsteile: Oberwittighausen, Poppenhausen, Unterwittighausen und Vilchband. (Bilder) | VVG Grünsfeld |        | 32,36      | 1.743                       | 54                  | 245          |           |           |